# أبو قرن هندي
أبو قرن هندي (الاسم العلمي: Anthracoceros albirostris) هو طائر ينتمي إلى (فصيلة: Bucerotidae).

## معرض صور

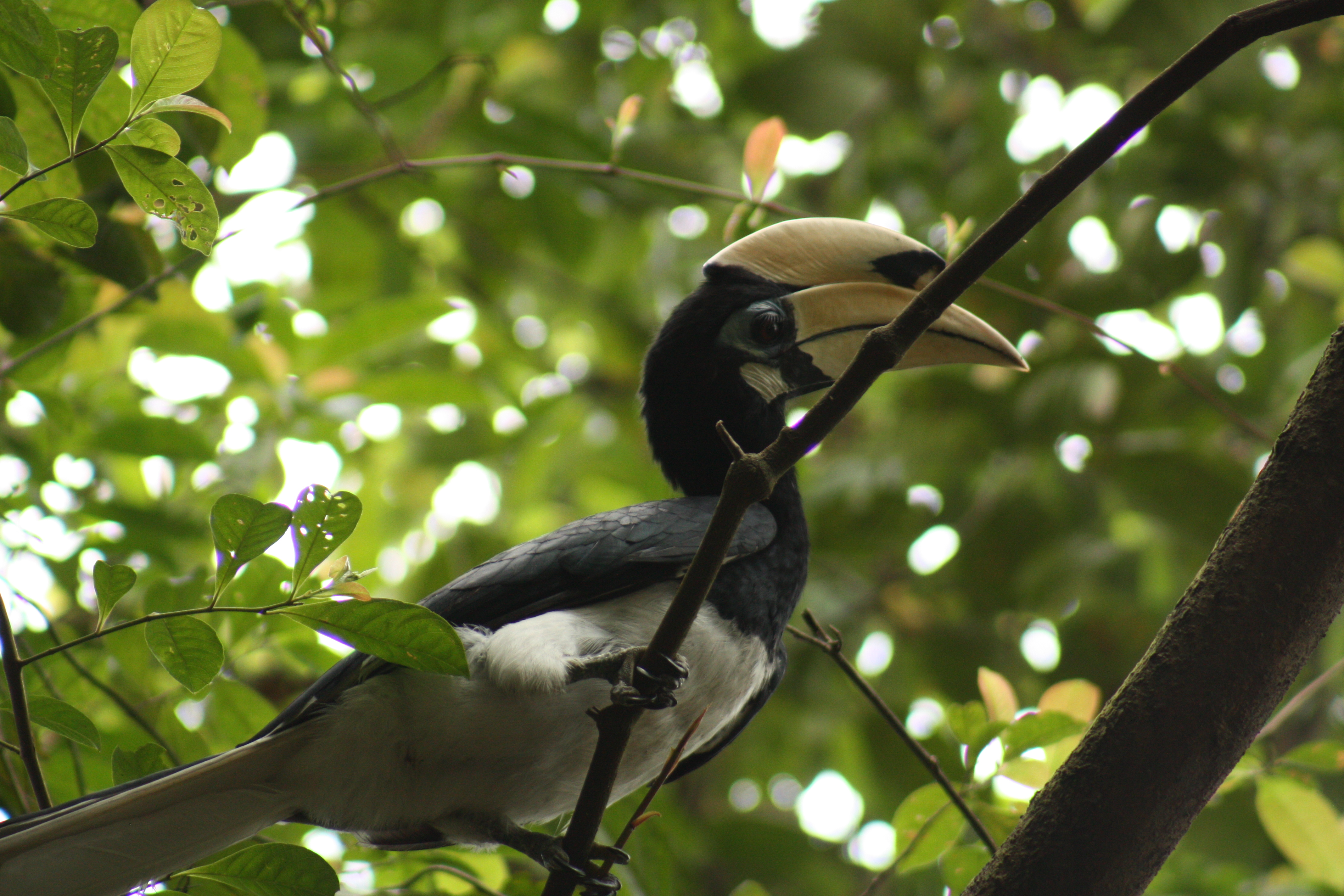
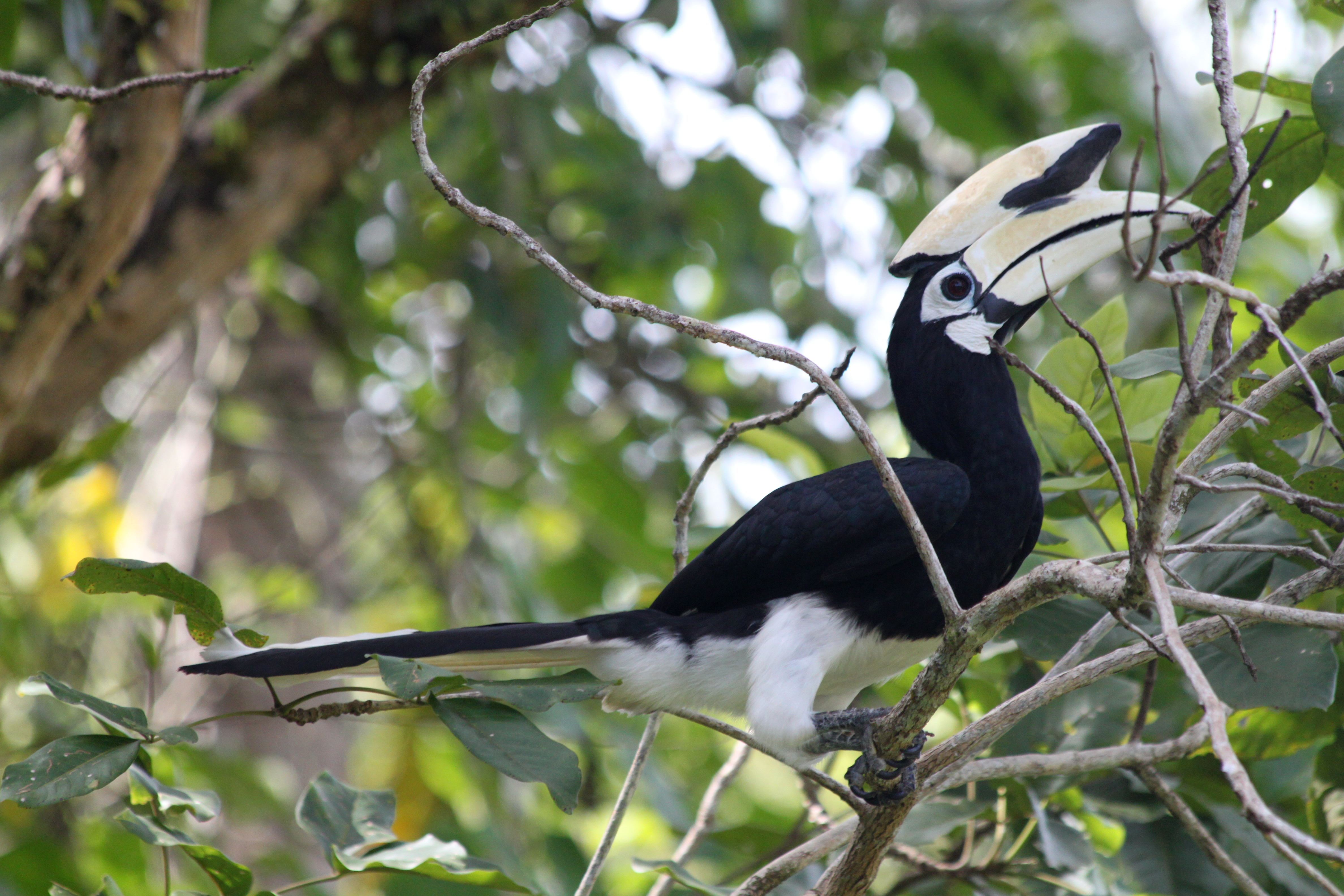
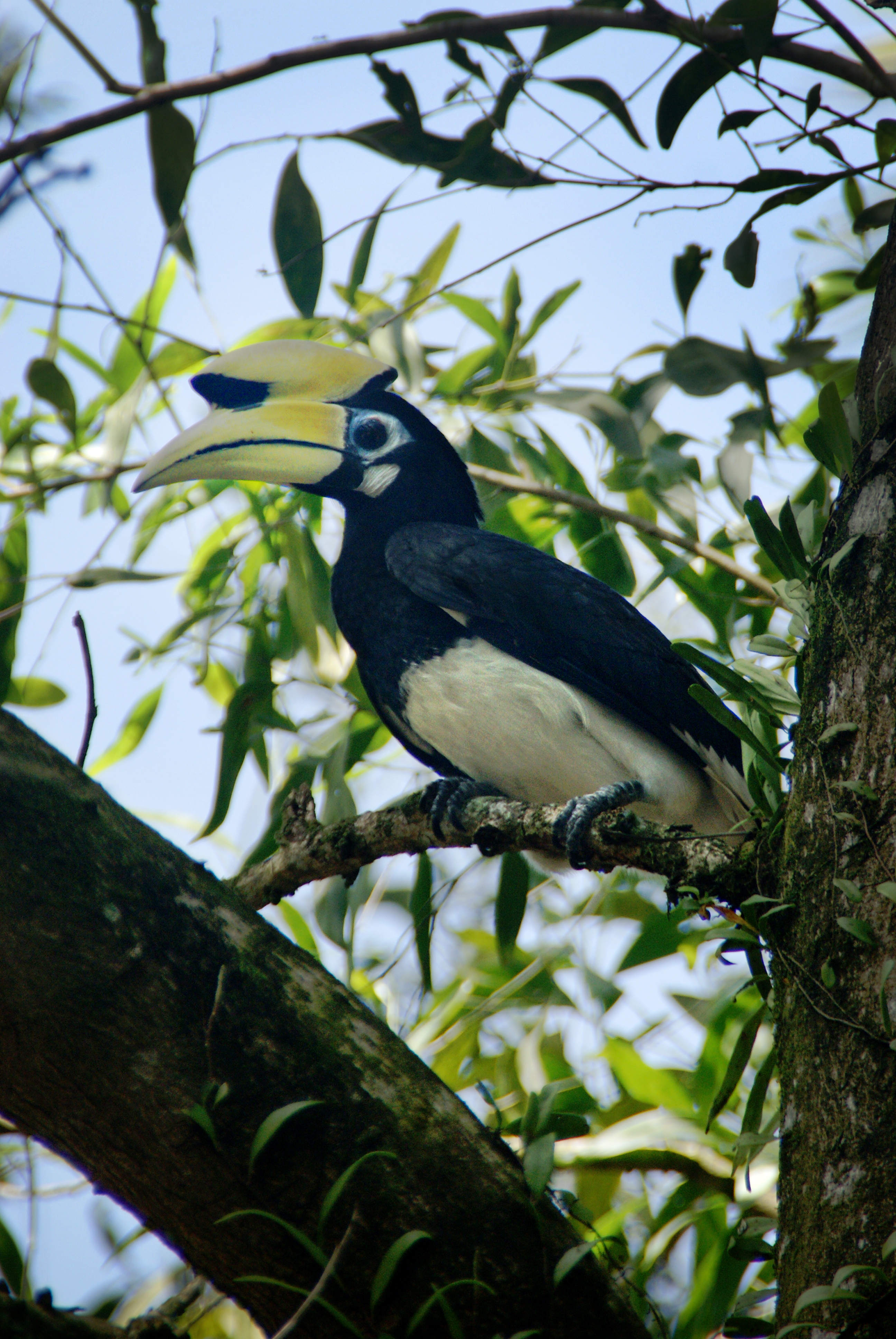